# Nguyễn Phi Long
Nguyễn Phi Long (sinh ngày 12 tháng 3 năm 1976) là một chính trị gia người Việt Nam. Ông hiện là Ủy viên Dự khuyết Ban Chấp hành Trung ương Đảng khóa XIII, Phó Bí thư thường trực Tỉnh ủy Phú Thọ. Nguyên Phó Bí thư Tỉnh ủy Bình Định khóa XX, Chủ tịch Ủy ban nhân dân tỉnh Bình Định, Đại biểu Quốc hội Việt Nam khóa XIV nhiệm kì 2016-2021, nguyên Bí thư Trung ương Đoàn Thanh niên Cộng sản Hồ Chí Minh khóa X, nguyên Chủ tịch Trung ương Hội Liên hiệp Thanh niên Việt Nam, nguyên Bí thư Tỉnh ủy Hòa Bình.

## Xuất thân
Nguyễn Phi Long sinh ngày 12 tháng 3 năm 1976 quê quán ở phường Hồng Hà, thành phố Yên Bái, tỉnh Yên Bái.

## Giáo dục
- Giáo dục phổ thông: 12/12
- Kỹ sư Vận tải - Kinh tế đường sắt, Trường Đại học Giao thông vận tải
- Thạc sĩ Quản trị kinh doanh
- Cao cấp lí luận chính trị

## Sự nghiệp

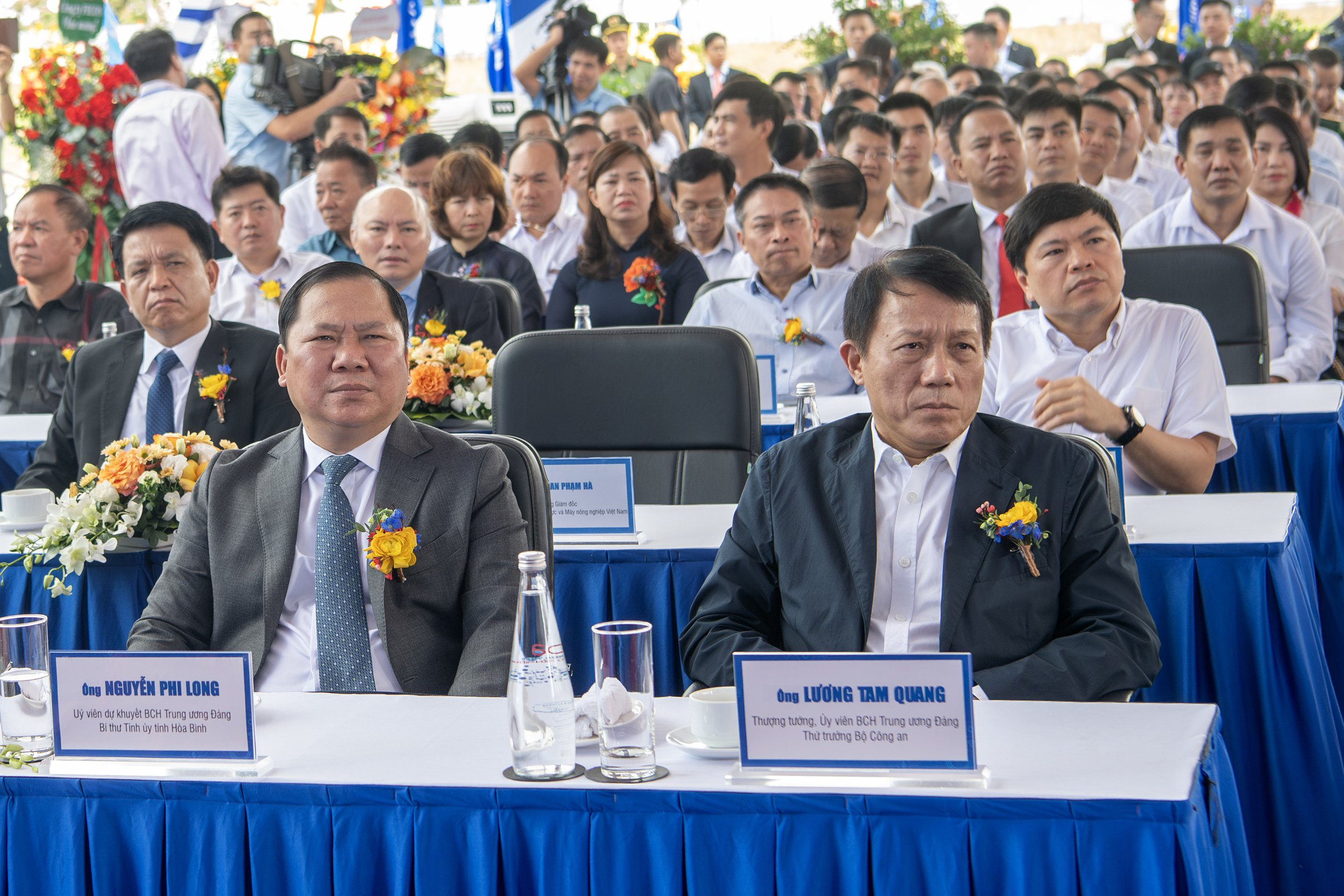
Nguyễn Phi Long (trái), Bí thư Tỉnh ủy Hòa Bình, tại Hà Nội năm 2023

Ông gia nhập Đảng Cộng sản Việt Nam vào ngày 05/3/1998.
- Từ 1982 – 1994: Học sinh trường PTCS Yên Thịnh – Hồng Hà, trường PTTH Lý Thường Kiệt, TP Yên Bái; Tham gia Đội TNTP Hồ Chí Minh, Đoàn TNCS Hồ Chí Minh, Ủy viên BCH Đoàn trường PTTH Lý Thường Kiệt.
- Từ 1994 – 1998: Sinh viên trường Đại học Giao thông vận tải Hà Nội; Phó Bí thư chi Đoàn, Ủy viên BCH Đoàn trường, Phó Chủ tịch Hội sinh viên trường.

### Trung ương Đoàn, Hội Sinh viên Việt Nam
- Từ 9/1998 – 5/1999: Cán bộ tình nguyện tại Ban Thanh niên trường học Trung ương Đoàn – Thường trực Trung ương Hội Sinh viên Việt Nam.
- Từ 01/11/2001: Được tuyển dụng vào biên chế của Ban Thanh niên trường học Trung ương Đoàn – Thường trực Trung ương Hội Sinh viên Việt Nam.
+ Được bầu làm Bí thư chi Đoàn liên Ban Trường học – Thiếu nhi Trung ương Đoàn, Ủy viên BCH Công đoàn ban Thanh niên Trường học Trung ương Đoàn (2001 - 2005).
+ Được bầu làm Chủ tịch Công đoàn Ban Thanh niên trường học Trung ương Đoàn (2002 - 2009).
+ Tháng 10/2002: Được bầu làm Phó Bí thư, Chủ nhiệm Ủy ban kiểm tra Đoàn thanh niên khối cơ quan Trung ương Đoàn XX, XXI (3/2009 rút khỏi Ban chấp hành).
+ Tháng 12/2003: Được hiệp thương cử làm Ủy viên Ban Thư ký Trung ương Hội Sinh viên Việt Nam khóa VII (Nhiệm kỳ 2003 - 2008).
+ Tháng 5/2004: Phó Chánh văn phòng Trung ương Hội Sinh viên Việt Nam.
+ Tháng 10/2006: Chánh văn phòng Trung ương Hội Sinh viên Việt Nam.
- Tháng 3/2005: Được bầu làm Ủy viên Ban chấp hành Đoàn Thanh niên khối cơ quan Dân vận Trung ương khóa I (nhiệm kỳ 2005 - 2007).
- Tháng 3/2005: Được bầu làm Ủy viên Ban chấp hành Trung ương Đoàn khóa IX (nhiệm kỳ 2012 - 2017).
- Tháng 12/2007: Được bầu làm ủy viên Ban chấp hành Trung ương Đoàn khóa IX (nhiệm kỳ 2012 – 2017)
- Từ 15/02/2008 - 02/2009: Phó Trưởng Ban Thanh niên trường học Trung ương Đoàn khóa IX.
- Từ 20/02/2009 – 1/4/2010: Luân chuyển công tác về Tỉnh Đoàn Hải Dương, giữ chức vụ Phó Bí thư Tỉnh Đoàn, Phó Chủ tịch Hội LHTN Việt Nam tỉnh Hải Dương.
- Từ 1/4/2010 – 13/1/2011: Phó Trưởng Ban Thanh niên trường học Trung ương Đoàn, Ủy viên Ban Thư ký Trung ương Hội Sinh viên Việt Nam (nhiệm kỳ 2008 - 2012).
- Từ 14/1/2011 – 30/6/2011: Phó Trưởng Ban đoàn kết Tập hợp thanh niên Trung ương Đoàn khóa IX.
- Từ 28/6/2011 – 27/12/2011:
+ Được bầu làm Ủy viên Ban Thường vụ Trung ương Đoàn khóa IX (nhiệm kỳ 2007 - 2012), Phó Trưởng Ban đoàn kết Tập hợp thanh niên Trung ương Đoàn.
+ Được hiệp thương cử làm Phó Chủ tịch Trung ương Hội LHTN Việt Nam khóa IX (nhiệm kỳ 2010 - 2014).
- Ngày 28/12/2011: Được hiệp thương cử làm Phó Chủ tịch Thường trực Trung ương Hội LHTN Việt Nam khóa VI.
- Ngày 1/7/2012: Trưởng Ban đoàn kết Tập hợp thanh niên Trung ương Đoàn khóa IX.
- Tháng 10/2012: Được bầu làm Bí thư chi bộ Ban đoàn kết Tập hợp thanh niên Trung ương Đoàn (nhiệm kỳ 2012 - 2015).
- Tháng 12/2012: Được bầu làm Ủy viên Ban Thường vụ Trung ương Đoàn khóa X (nhiệm kỳ 2012 - 2017), Trưởng Ban đoàn kết Tập hợp thanh niên Trung ương Đoàn khóa X.
- Tháng 2/2013: Được phân công làm Trưởng Ban biên tập Trang tin điện tử của Hội LHTN Việt Nam.
- Tháng 3/2013: Được chỉ định bổ sung tham gia Ban chấp hành Đảng bộ Trung ương Đoàn khóa XXI (nhiệm kỳ 2010 - 2015).
- Chiều ngày 18/8/2014, tại Hội nghị Ban chấp hành Trung ương Đoàn lần thứ sáu – khóa X đã bầu bổ sung đồng chí Nguyễn Phi Long đã được Hội nghị bầu làm Bí thư Trung ương Đoàn khóa X, nhiệm kỳ 2012 - 2017.
- Sáng ngày 29/12/2014, tại Hà Nội, Đại hội đại biểu toàn quốc Hội LHTN Việt Nam lần thứ VII đã tín nhiệm, hiệp thương chọn cử đồng chí Nguyễn Phi Long, Bí thư Ban chấp hành Trung ương Đoàn là Chủ tịch Hội LHTN Việt Nam khóa VII, nhiệm kỳ 2014 - 2019.
- Ông đã trúng cử đại biểu quốc hội năm 2016 ở đơn vị bầu cử số 2, tỉnh Bình Dương (gồm Thuận An, Tân Uyên) với tỉ lệ 58,16% số phiếu hợp lệ.

### Tỉnh Bình Định
- Ngày 16/01/2018, ông được Ban Bí thư phân công tham gia Ban Chấp hành, Ban Thường vụ Tỉnh uỷ Bình Định nhiệm kỳ 2015-2020.
- Ngày 16/10/2020, ông được bầu làm Phó Bí thư Tỉnh ủy Bình Định khóa XX.
- Ngày 6/12/2020 , ông được Hôi đồng nhân dân tỉnh Bình Định bầu làm chủ tịch UBND tỉnh nhiệm kỳ 2016-2021

### Tỉnh ủy Hòa Bình
- Chiều 25/7/2022, Tỉnh ủy Hòa Bình tổ chức Hội nghị triển khai quyết định của Bộ Chính trị về công tác cán bộ. Theo đó, Bộ Chính trị quyết định điều động, phân công, chỉ định ông Nguyễn Phi Long, Phó Bí thư Tỉnh ủy, Chủ tịch UBND tỉnh Bình Định giữ chức Bí thư Tỉnh ủy Hòa Bình thay cho ông Ngô Văn Tuấn được bổ nhiệm làm Phó Tổng Kiểm toán phụ trách Kiểm toán nhà nước.

### Tỉnh ủy Phú Thọ
Ngày 30/6/2025, tại Lễ công bố các Nghị quyết, Quyết định của Trung ương, của tỉnh về sắp xếp tổ chức bộ máy và đơn vị hành chính của tỉnh Phú Thọ, bà Nguyễn Thanh Hải, Chủ nhiệm Uỷ ban công tác đại biểu của Quốc hội, Phó Trưởng Ban Tổ chức Trung ương công bố các Nghị quyết của Quốc hội và Quyết định của Trung ương. Thay mặt lãnh đạo Đảng, Nhà nước, đồng chí Đại tướng Lương Tam Quang, Ủy viên Bộ Chính trị, Bộ trưởng Bộ Công an đã trao các nghị quyết, quyết định về việc thành lập tổ chức đảng, chỉ định cấp ủy, bố trí nhân sự giữ các chức danh chủ chốt trong hệ thống chính trị mới của tỉnh Phú Thọ. Ông Nguyễn Phi Long được chỉ định giữ chức Phó bí thư thường trực Tỉnh ủy Phú Thọ sau sáp nhập.